# The Elder Scrolls Travels
The Elder Scrolls Travels è una serie di videogiochi per dispositivi cellulari ed N-Gage pubblicati tra il 2003 ed il 2006 e sviluppati principalmente dai Vir2L Studios, tutti spin-off della saga principale ed appartenenti al genere action RPG. La serie è composta dai seguenti giochi: Stormhold (2003), Dawnstar (2004), Shadowkey (2004) e Oblivion Mobile (2006). Un quinto gioco, Oblivion, doveva essere pubblicato per la console PSP ma non è mai uscito dalla fase di sviluppo.

## Stormhold
The Elder Scrolls Travels: Stormhold è un videogioco di ruolo sviluppato da Vir2L Studios per i dispositivi mobili J2ME e BREW e pubblicato nel 2003; esso è ambientato nel campo di prigionia di Stormhold, città della regione di Tamriel chiamata Black Marsh. Il gioco è stato pubblicato in diverse versioni per essere supportato dal maggior numero di dispositivi possibili: la versione più grande contiene trentasei dungeon e sette classi giocabili mentre quella più piccola ha solo 8 dungeon e sei classi giocabili. Il gameplay è molto simile a quello della serie principale nel combattimento e nell'esplorazione dei dungeon ma non è presente un ambiente open world esplorabile liberamente e non sono presenti missioni secondarie da completare; inoltre ogni classe è collegata ad una delle cinque razze presenti nel gioco e non è possibile sceglierne una diversa da quella predefinita. Il protagonista è chiamato a scappare dal campo di prigionia di Stormhold sconfiggendo nemici sempre più potenti nei vari dungeon presenti, per riottenere la libertà dovrà infine sconfiggere Quintus Varus, il direttore della prigione.

## Dawnstar
The Elder Scrolls Travels: Dawnstar è un videogioco di ruolo sviluppato da Vir2L Studios per i dispositivi mobili J2ME e BREW e pubblicato nel 2004; esso è ambientato nell’avamposto  di Dawnstar e nei dungeon circostanti della regione di Skyrim .

### Trama
Il protagonista è un uomo inviato nell'avamposto di Dawnstar dal governatore della regione per scoprire il traditore che si nasconde tra i quattro campioni del villaggio e liberare l’avamposto dall’assedio delle tribù che abitano i ghiacciai circostanti. Egli dovrà raccogliere informazioni per individuare il traditore, inoltre dovrà anche esplorare i dungeon e sconfiggere i nemici che si trovano al loro interno per acquisire la forza necessaria per sconfiggere le orde di mostri che si abbatteranno su Dawnstar e portare finalmente la pace nell'avamposto.

### Modalità di gioco
Il gioco è stato pubblicato in diverse versioni per essere supportato dal maggior numero di dispositivi possibili: la versione più grande contiene trentasei dungeon e sette classi giocabili mentre quella più piccola ha solo 8 dungeon e sei classi giocabili. Il gameplay è molto simile a quello della serie principale nel combattimento e nell’esplorazione dei dungeon ma non è presente un ambiente open world esplorabile liberamente e non sono presenti missioni secondarie da completare; inoltre ogni classe è collegata ad una delle cinque razze presenti nel gioco e non è possibile sceglierne una diversa da quella predefinita.

## Shadowkey
The Elder Scrolls Travels: Shadowkey è un videogioco di ruolo sviluppato da Vir2L Studios e TKO Software per i dispositivi mobili Nokia N-Gage e pubblicato nel 2004; esso è ambientato sul confine nord delle regioni di Hammerfell, High Rock e Skyrim.

### Trama
Il gioco è ambientato in un periodo durante il quale era in atto una guerra tra Skyrim e Hammerfell, il protagonista infatti potrà intraprendere varie missioni secondarie con cui aiuterà l’uno o l’altro schieramento. Egli assiste alla distruzione del suo villaggio natale, Arza’s Crossing, da parte di alcuni predoni e per vendicarsi uccide il loro capo, liberando il mago Skelos Undriel ed entrando in possesso di un potente artefatto magico chiamato Shadowkey. Il giocatore sarà quindi incaricato di trovare i sette cristalli magici chiamati “Star Teeth”, con i quali potrà sconfiggere l’Umbra Keith, impedendo così al malvagi maghi Jagar Tharn e Pergan Aasul di sfruttare il suo grande potere.

### Modalità di gioco
Per controllare il proprio personaggio vengono usati sia la croce direzionale ed i pulsanti presenti sul lato sinistro dell’N-Gage che il tastierino numerico presente sul lato destro. A differenza di Stormhold e Dawnstar in questo gioco sono presenti otto razze e nove classi e il giocatore durante la creazione del personaggio può scegliere liberamente una qualsiasi combinazione di razza e classe, inoltre è presente una più ampia scelta di equipaggiamento, oggetti e magie rispetto ai giochi precedenti e sono state introdotte anche varie quest secondarie da portare a termine. Un’altra grande differenza rispetto ai capitoli precedenti è l’assenza di un hub principale privo di nemici e connesso a tutti i dungeon del gioco, infatti Shadowkey è composto da varie aree di diversa grandezza interconnesse tra loro in maniera non lineare e quasi tutte esplorabili fin da subito senza nessuna limitazione. La componente multiplayer del gioco sfrutta la tecnologia Bluetooth del N-Gage per permettere fino a quattro giocatori di esplorare insieme il mondo di gioco senza limitazioni, alla fine della sessione i giocatori potranno poi conservare eventuali oggetti ed esperienza acquisiti dal proprio personaggio.

## Oblivion Mobile
The Elder Scrolls Travels: Oblivion Mobile è un videogioco di ruolo sviluppato da Vir2L Studios per i dispositivi cellulari capaci di riprodurre applicazioni scritte in Java e pubblicato nel 2006. La trama è la stessa del videogioco della serie principale Oblivion e sono comprese dieci missioni principali, necessarie per far progredire la storia, e quattro secondarie, mentre sono totalmente assenti le meccaniche free roaming tipiche dei giochi della serie principale. Il giocatore durante la creazione del personaggio può scegliere una delle otto classi disponibili la quale fornisce al giocatore un certo numero di abilità, magie e un equipaggiamento iniziale, inoltre determinerà quali armature e armi il personaggio potrà utilizzare.

## Oblivion(PSP)
The Elder Scrolls: Oblivion è un videogioco sviluppato da Climax Group London per PSP, esso non è stato mai pubblicato ma nel 2016 sono stati diffusi su internet dei file contenenti il prototipo del gioco. Lo sviluppo del gioco è iniziato nel settembre 2006, esso avrebbe dovuto avere una trama parallela a quella del gioco della serie principale, con un gameplay simile ma privato delle dinamiche open world a causa delle limitazioni hardware: il protagonista infatti si sarebbe teletrasportato nelle aree dove si sarebbero dovute svolgere le missioni attraverso dei cristalli posti in un hub centrale, il quale avrebbe dovuto ospitare anche tutti i PNG essenziali per lo svolgimento della trama.